# Bo Svensson
Bo Svensson (Aalborg, 4 agosto 1979) è un allenatore di calcio ed ex calciatore danese, di ruolo difensore.

## Statistiche

### Statistiche da allenatore
Statistiche aggiornate al 27 dicembre 2024. In grassetto le competizioni vinte.
| Stagione         | Squadra          | Campionato       | Campionato | Campionato | Campionato | Campionato | Coppe nazionali | Coppe nazionali | Coppe nazionali | Coppe nazionali | Coppe nazionali | Coppe continentali | Coppe continentali | Coppe continentali | Coppe continentali | Coppe continentali | Altre coppe | Altre coppe | Altre coppe | Altre coppe | Altre coppe | Totale | Totale | Totale | Totale | % Vittorie | Piazzamento |
| Stagione         | Squadra          | Comp             | G          | V          | N          | P          | Comp            | G               | V               | N               | P               | Comp               | G                  | V                  | N                  | P                  | Comp        | G           | V           | N           | P           | G      | V      | N      | P      | %          | Piazzamento |
| ---------------- | ---------------- | ---------------- | ---------- | ---------- | ---------- | ---------- | --------------- | --------------- | --------------- | --------------- | --------------- | ------------------ | ------------------ | ------------------ | ------------------ | ------------------ | ----------- | ----------- | ----------- | ----------- | ----------- | ------ | ------ | ------ | ------ | ---------- | ----------- |
| 2019-2020        | Liefering        | EL               | 30         | 15         | 8          | 7          | -               | -               | -               | -               | -               | -                  | -                  | -                  | -                  | -                  | -           | -           | -           | -           | -           | 30     | 15     | 8      | 7      | 50,00      | 3°          |
| 2020-gen. 2021   | Liefering        | EL               | 13         | 8          | 3          | 2          | -               | -               | -               | -               | -               | -                  | -                  | -                  | -                  | -                  | -           | -           | -           | -           | -           | 13     | 8      | 3      | 2      | 61,54      | Rescis.     |
| Totale Liefering | Totale Liefering | Totale Liefering | 43         | 23         | 11         | 9          |                 | -               | -               | -               | -               |                    | -                  | -                  | -                  | -                  |             | -           | -           | -           | -           | 43     | 23     | 11     | 9      | 53,49      |             |
| gen.-giu. 2021   | Magonza          | BL               | 20         | 9          | 6          | 5          | CG              | -               | -               | -               | -               | -                  | -                  | -                  | -                  | -                  | -           | -           | -           | -           | -           | 20     | 9      | 6      | 5      | 45,00      | Sub. 12°    |
| 2021-2022        | Magonza          | BL               | 34         | 13         | 7          | 14         | CG              | 3               | 1               | 1               | 1               | -                  | -                  | -                  | -                  | -                  | -           | -           | -           | -           | -           | 37     | 14     | 8      | 15     | 37,84      | 8°          |
| 2022-2023        | Magonza          | BL               | 34         | 12         | 10         | 12         | CG              | 3               | 2               | 0               | 1               | -                  | -                  | -                  | -                  | -                  | -           | -           | -           | -           | -           | 37     | 14     | 10     | 13     | 37,84      | 9°          |
| lug.-nov. 2023   | Magonza          | BL               | 9          | 0          | 3          | 6          | CG              | 2               | 1               | 0               | 1               | -                  | -                  | -                  | -                  | -                  | -           | -           | -           | -           | -           | 11     | 1      | 3      | 7      | &9,09      | Rescis.     |
| Totale Magonza   | Totale Magonza   | Totale Magonza   | 97         | 34         | 26         | 37         |                 | 8               | 4               | 1               | 3               |                    | -                  | -                  | -                  | -                  |             | -           | -           | -           | -           | 105    | 38     | 27     | 40     | 36,19      |             |
| lug.-dic. 2024   | Union Berlino    | BL               | 15         | 4          | 5          | 6          | CG              | 2               | 1               | 0               | 1               | -                  | -                  | -                  | -                  | -                  | -           | -           | -           | -           | -           | 17     | 5      | 5      | 7      | 29,41      | Eson.       |
| Totale Carriera  | Totale Carriera  | Totale Carriera  | 155        | 61         | 42         | 52         |                 | 10              | 5               | 1               | 4               |                    | -                  | -                  | -                  | -                  |             | -           | -           | -           | -           | 165    | 66     | 43     | 56     | 40,00      |             |

## Palmarès

### Club

#### Competizioni nazionali
- Campionato danese: 4

Copenaghen: 2001, 2003, 2004, 2006

#### Competizioni internazionali
- Royal League: 1

Copenaghen: 2004-2005